# Dirk Van den Abeele
Dirk Van den Abeele (23 juli 1961) is een Vlaamse ornitholoog, gespecialiseerd in het genus Agapornis. Hij schreef een aantal boeken over dit onderwerp die inmiddels vertaald zijn in het Engels, Grieks, Spaans, Frans, Tsjechisch, Italiaans en Duits. Sinds 1999 is Van den Abeele medewerker van MUTAVI, Research & Advice Group uit Nederland waar hij samen met Inte Onsman onderzoek verricht naar de pigmentatie van de diverse kleurmutaties bij vogels. Samen met o.a. de Australische dierenarts Dr. Terry Martin werkt hij mee aan de 'Internationale richtlijnen voor namen van kleurmutaties bij Psittaciformes'. Hij was voorzitter van BVA, de Belgische Vereniging Agaporniden van 1999 tot december 2010. Sinds 2011 is hij ere-voorzitter van BVA.

## Ornitho-Genetics VZW
In 2005 richtte hij Ornitho-Genetics VZW in België op. Dit is een onafhankelijke non-profitorganisatie die zich hoofdzakelijk concentreert op genetica, evolutie, taxonomie en studie en bescherming van vogels in hun natuurlijk habitat. Om deze onderzoeken te ondersteunen wordt wereldwijd samengewerkt met experts, wetenschappers en musea. De resultaten van deze onderzoeken worden wereldwijd gepubliceerd in boeken, internet, ornithologische en wetenschappelijke tijdschriften.

## Veldwerk
In 2009 deed hij onderzoek naar Agapornis roseicollis in Namibië en in 2010 en 2013 werkte hij als vrijwilliger mee aan het Lovebird Research Project, onderzoek naar Agapornis lilianae, in Liwonde National Park in Malawi. Dat onderzoeksproject is opgezet door Tiwonge Mzumara en professor Mike Perrin van de Universiteit van KwaZoeloe-Natal in Zuid-Afrika.

## Genoomonderzoek Dwergpapegaaien
In 2015 werd Van den Abeele begeleider bij een doctoraatsstudie naar het genoom van het genus Agapornis aan de Universiteit van Potchefstroom - Zuid-Afrika. Ze brachten als eersten het complete genoom van Agapornis roseicollis in kaart. Sinds 2021 werkt hij mee aan een DNA-onderzoek naar kleurmutaties binnen het genus Agapornis.

## Boeken
- Agaporniden (2001)
- Kweken met agaporniden (2001)
- De roseicollis en zijn mutaties (2002)
- Agaporniden, handboek en naslagwerk (2005)
- Love birds, Owner’s manual and reference guide (2006)
- Agaporniden, handboek en naslagwerk - New Edition - Part I (2012)
- Agaporniden, handboek en naslagwerk - New Edition - Part II (2013)
- Erfelijkheid bij vogels (2014)
- Lovebirds compendium (2016)
- Antologia del Agapornis (2018)
- Les Inséparables - Genus Agapornis (2018)